# Liste des abbayes et monastères créés au VIe siècle
Cette liste a pour but de recenser les monastères créés en Europe occidentale pendant le VIe siècle :

## Égypte
- Monastère Sainte-Catherine du Sinaï fondé probablement entre 548 et 562 dans la péninsule de Sinaï.

## France
- L'abbaye Saint-Aubin fondée à la fin du siècle à Angers.
- L'abbaye Saint-Césaire fondée en 512 à Arles.

- Abbaye de Saint-Gildas de Rhuys, fondée en 536 par Gildas (Gweltas), moine venu d'Angleterre. Il l'a construite en bois sur les restes d'un oppidum romain.
- Abbaye de Baume, fondée au VIe siècle par saint Colomban, blottie au creux d'une « reculée[1] ». Elle constituait un modèle de vie monastique : c'est de Baume que sont issus les moines qui, en 910, fondèrent l'abbaye de Cluny.
- Abbaye de Luxeuil, fondée en 590 par Saint Colomban.
- Abbaye Saint-Étienne de Marmoutier, fondée vers 589 par Saint Léobard.
- Abbaye Saint-Vincent de Laon
- Abbaye Saint-Médard de Soissons, fondée vers 560
- Monastère des Saints-Apôtres, fondé en 548 (ou 547) par l'archevêque d'Arles, Aurélien, à la demande du roi Childebert Ier. Ce monastère intra-muros, est à l’origine de l’église Sainte-Croix dans le Bourg-Vieux. Son premier abbé s'appelle Florentinus († 553).
- Abbaye de Saint-Julien à Tours, fondée vers 575 par Grégoire de Tours, alors évêque de la ville. Il a apporté d'Auvergne des reliques de saint Julien de Brioude qu'il confie à des moines bénédictins.

## Irlande
- Monastère de Clonmacnoise (en irlandais Cluain Mhic Nóis), situé dans le Comté d'Offaly, au bord de la rivière Shannon au sud de la ville d'Athlone, fondé en 545 par Saint Ciarán à l’endroit où la route majeure reliant l’est à l’ouest de l’île d’Irlande.

## Italie
- Abbaye de Subiaco, fondée par Saint Benoît au début du VIe siècle
- Abbaye du Mont-Cassin, fondée par Saint Benoît vers l'an 529, de l'ère chrétienne, fut élevée sur la base d'une fortification romaine préexistante du municipium de Casinum.

## Suisse
- Abbaye de Saint-Maurice d'Agaune, fondée en 515 par le roi burgonde Saint Sigismond à l'emplacement d'un sanctuaire plus ancien abritant les restes de Maurice, martyr du IIIe siècle.